# Marco Mendicino
Pour les articles homonymes, voir Mendicino (homonymie).
Marco Mendicino, né le 28 juillet 1973, est un avocat et homme politique canadien.
Il est député à la Chambre des communes de la circonscription d'Eglinton—Lawrence de 2015 à 2025 sous la bannière du Parti libéral du Canada.
Il est ministre de l'Immigration, des Réfugiés et de la Citoyenneté de 2019 à 2021 et ministre de la Sécurité publique de 2021 à 2023 dans le gouvernement de Justin Trudeau.
Depuis le 14 mars 2025, il est chef de cabinet du premier ministre canadien Mark Carney.

## Biographie
Membre du Parti libéral du Canada, il est élu député de Eglinton—Lawrence le 19 octobre 2015. 
De 2019 à 2021, il est ministre de l'Immigration, des Réfugiés et de la Citoyenneté du Canada à la suite des élections fédérales canadiennes de 2019.
Le 26 octobre 2021, il est nommé ministre de la Sécurité publique au sein du gouvernement de Justin Trudeau. Il conserve ce poste jusqu'au remaniement ministériel du 26 juillet 2023 du cabinet.
Après avoir annoncé en janvier 2025 qu'il ne représentera pas lors des prochaines élections, il démissionne de son poste de député le 14 mars 2025 pour devenir le chef de cabinet du premier ministre Mark Carney.